# 萬聖夜棄兵
萬聖夜棄兵（英語：Halloween Gambit） 是國際象棋開局四馬開局的一種，走法為：
1.e4 e5 2.Nf3 Nc6 3.Nc3 Nf6 4.Nxe5